# Пекло і небо
Пекло і небо (пол. Piekło i niebo) — польський фільм 1966 року режисера Станіслава Ружевича. Заснований на творі Корнеля Філіповича і Тадеуша Ружевича.

## Сюжет
Автобус, на якому подорожував дід Ігнатій Засада, потрапив в автокатастрофу. Жертви автокатастрофи потрапили на Страшний Суд, де вирішується, хто вирушить в пекло, а хто в рай. Петрусь, онук Ігнатія, побувавши і в пеклі, і в раю, сказав, що йому більше подобається на Землі, куди вони з дідусем після численних пригод і повернулися.

## У ролях
- Казимеж Опаліньський — дід Ігнатій Засада
- Юзеф Фронтчак — Петрусь, онук Ігнатія
- Марта Липиньська — янгол-охоронець Петруся
- Ельжбета Старостецька — янгол-охоронець Ігнатія
- Тадеуш Плюціньський — диявол-хранитель Ігнатія / офіціант
- Ян Кобушевський — сценарист
- Яцек Федорович — сценарист
- Ванда Лучицька — Вікторія, домробітниця сценариста
- Зигмунт Зінтель — режисер
- Вітольд Скарух — другий режисер
- Веслав Міхніковський — Стефан
- Анджей Щепковський — Франтішек
- Барбара Поломська — перша дружина Франтішека
- Ганка Бєліцька — друга дружина Франтішека
- Ванда Якубіньська — бабуся Ігнатія
- Тереса Шмігелювна — подруга Ігнатія
- Ян Цецерський — Костусь, друг Ігнатія
- Януш Палюшкевич — лісничий, друг Ігнатія
- Барбара Валкувна — Андзей
- Юзеф Нальберчак — водій автобуса
- Юзеф Лодиньський — кондуктор в автобусі
- Христина Фельдман — пасажирка автобуса
- Людвік Касендра — пасажир автобуса
- Ірена Щуровський — Кіка
- Ярема Стемповський — коханець Кікі
- Здзіслав Лесьняк — коханець Кікі
- Влодзимеж Скочиляс — перелюбник в шафі
- Богуміл Кобеля — аристократ, що смажиться на рожні
- Войцех Семіон — демагог
- Броніслав Павлик — відлюдник
- Адам Павліковський — офіцер
- Малгожата Лесневська — ангел-чиновник
- Анджей Красицький — житель неба
- Александер Фогель — житель неба
- Зофія Червіньська — мешканка неба
- Ева Кшижевська — диявол-охоронець
- Казімеж Фабісяк — диявол в старому пеклі
- Збігнєв Кочанович — диявол-француз в старому пеклі
- Лех Ордон — диявол
- Єжи Турек — диявол
- Тадеуш Робак — диявол
- Януш Клосіньський — генерал в мрії Франтішека
- Людвик Бенуа — ковбой в мрії Петруся
- Сильвестер Пшедвоєвський — солдат
- Міхал Шевчик — солдат
- Войцех Загурський — караванник
- Венчислав Глинський — голос судді